# 威斯敏斯特直升機
威斯敏斯特（英語：Westminster)是一款1950年由威士特蘭獨立研發的直升機。它預計作為一款大型運輸直升機，但在CH-54等更先進的機型出世後，此計畫便被取消了。

## 發展
1954年，威士特蘭香要取得S-56(民用版CH-37)的生產許可，他們尋求英國供應部(Ministry of Supply)的許可，但並未成功。1956年，威士特蘭取得塞考斯基動力系統技術的技術轉移，並打算以此為基礎，繼續獨立研發，同時因威士特蘭正在主力研發另一款威塞克斯式直昇機，因此威斯敏斯特的預算非常少。為了節省預算，威斯敏斯特的機身以大量鋼管連接，關鍵部位則從布里斯托爾170型客機(Bristol Freighter)和旋風式直升機移植。1958年原型機完成，並發現嚴重的機身震動問題。而這時，海軍部懷疑威斯敏斯特拖延威塞克斯式直昇機的研發進度，雖然概念新穎，卻不實用，頓此計畫一直不保持興趣。
1960年，由於威士特蘭收購布里斯托飛機公司、桑德斯羅和費爾雷飛機公司，此時威士特蘭有了費爾雷複合旋翼機(Fairey Rotodyne)(並且有政府資金)和貝爾維帝爾直升機，因此威士特蘭於1960年放棄該計畫。最終，2架原型機被拆解，塞考斯基提供的部件被拆下並運回美國以避免支付進口稅，機身作為廢料出售。

## 外部連結
（页面存档备份，存于）